# Држачи штита (хералдика)
У хералдици, држачи штита су фигуре које обично стоје са обе стране штита и држе га усправним. Ове фигуре могу бити праве или митолошке животиње, људи и историјске личности, а понекад чак и биљке или неживи објекти.
Држачи штита су углавном објашњавали на чему носилац грба темељи свој ауторитет, па су се могли наћи најчешће разни светитељи (који истичу божанско право) и животиње (које су имале да истакну духовне или физичке квалитете носиоца грба) на које су се позивали разни владари и племићи, и темељили свој статус.
Фигуре често могу бити од чисто локалног значаја, као што је пример рибара и рудара који су додељени Већу округа Корнвол у Енглеској, или историјску везу, као на пример лав у Енглеској и једнорог у Шкотској. Слова абецеде су употребљена као држачи штита код грба града Валенсије.
Обично је по једне фигуре са обе стране штита, мада има и случаја само једне фигуре која стоји иза штита, а изузетно редак пример је грб Конгоа где фигуре излазе иза самог штита.
У Уједињеном Краљевству, држачи штита су углавном знак краљевске наклоности, добијене од стране суверена. Наследни држачи штита су углавном дозвољени само наслеђујућим лордовима (члановима горњег дома у Енглеској), краљевској породици, поглаварима шкотских кланова, и шкотским феудалним баронима који су титулу барона стекли пре 1587. године. Ненаслеђујући држачи штита се доживотно даривају лордовима, витезовима и дамама Реда Гартера, Реду Светог Михаела и Светог Георгија, итд.